# Union, New Hampshire
Union är en så kallad census-designated place i kommunen Wakefield i Carroll County i New Hampshire. Vid 2010 års folkräkning hade Union 204 invånare.